# Roseninsel (Mikronation)

Flagge der Roseninsel

Die Roseninsel (offiziell: Republik Roseninsel; Esperanto: Respubliko de la Insulo de la Rozoj; Italienisch: Repubblica dell’Isola delle Rose) war eine Mikronation auf einer künstlichen Plattform in der Adria und lag elf Kilometer vor Rimini.

## Geschichte
1967 baute der italienische Ingenieur Giorgio Rosa (* 19. Februar 1925 in Bologna; † 2. März 2017 ebenda) eine 400 Quadratmeter große Plattform, die von neun Pylonen getragen wurde, auf der er u. a. ein Restaurant, eine Bar, einen Nachtclub, ein Souvenirgeschäft und ein Postamt unterhielt.
Am 24. Juni 1968 rief Rosa die Unabhängigkeit der Plattform unter dem Esperanto-Namen „Insulo de la Rozoj“ aus und erklärte sich zum Präsidenten. Bald darauf gab die Republik Roseninsel eine Reihe von Briefmarken heraus und hatte mit Mill eine eigene Währung. Da eine Insel eine über den Wasserspiegel hinausragende Landmasse ist, ist die Bezeichnung „Insel“ irreführend und lediglich Bestandteil des Eigennamens.
Die italienischen Behörden warfen Giorgio Rosa vor, mit der Roseninsel Touristen anzulocken und Steuern zu hinterziehen. Eine Einheit der Carabinieri landete schließlich auf der Plattform und übernahm die Kontrolle. Der „Regierungsrat“ soll zuvor ein Telegramm übermittelt haben, vermutlich an die italienische Regierung, um gegen die „Verletzung ihrer Souveränität und die Behinderung des Tourismus durch die militärische Besetzung“ zu protestieren.
Am 13. Februar 1969 zerstörte die italienische Marine die Anlage mit Sprengstoff, was durch eine Briefmarke der Exilregierung Rosa verarbeitet wurde.

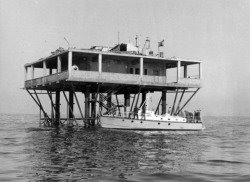
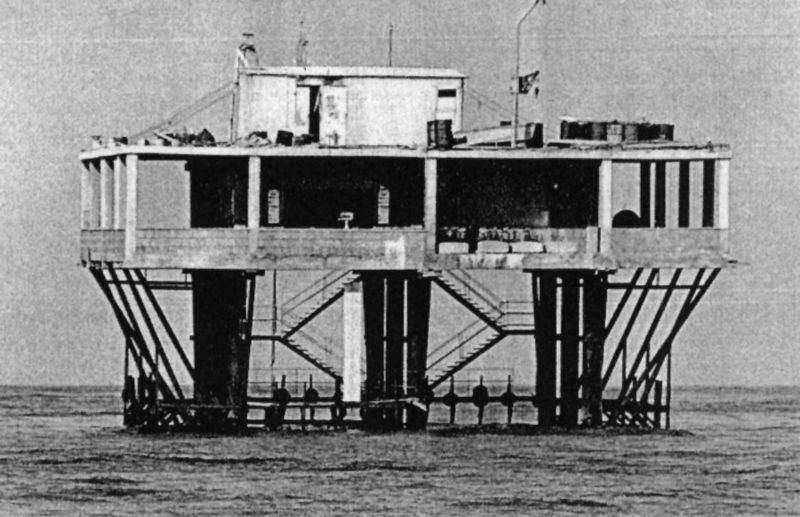
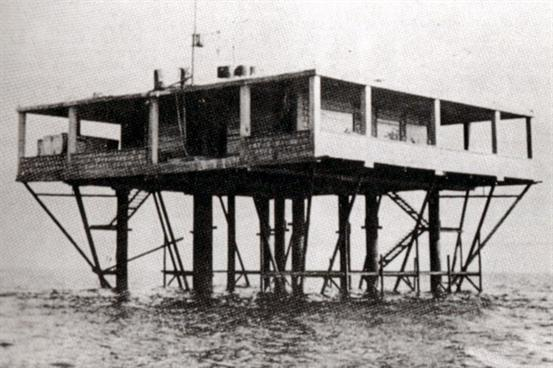

Giorgio Rosa starb 2017.

## Verfilmung
Vor seinem Tod stimmte Rosa einer Verfilmung über seine Mikronation zu. Unter dem Titel Die unglaubliche Geschichte der Roseninsel erschien sie im Dezember 2020 auf Netflix.